# Urupês (kommun)
Urupês är en kommun i Brasilien.   Den ligger i delstaten São Paulo, i den södra delen av landet, 600 km söder om huvudstaden Brasília. Antalet invånare är 12 720.
Följande samhällen finns i Urupês:
- Urupês

Omgivningarna runt Urupês är en mosaik av jordbruksmark och naturlig växtlighet. Runt Urupês är det ganska glesbefolkat, med 42 invånare per kvadratkilometer.